# Valerio Onida
Valerio Onida (Milano, 30 marzo 1936 – Milano, 14 maggio 2022) è stato un costituzionalista italiano, giudice costituzionale dal 1996 al 2005, Presidente della Corte costituzionale dal 22 settembre 2004 al 30 gennaio 2005 e professore emerito di diritto costituzionale presso l'Università degli Studi di Milano.

## Biografia
Valerio Onida nasce a Milano dal sardo Pietro Onida e dalla siciliana Franca Di Giovanni, fratello del medico Luciano Onida (1933-2017) e dell'economista Fabrizio Onida (1940). Ha avuto cinque figli, fra cui il fisico Giovanni Onida, ex-direttore del Dipartimento di Fisica dell'Università degli Studi di Milano, e l'ex-segretario generale della Convenzione delle Alpi Marco Onida, e sei nipoti.
Professore ordinario di diritto costituzionale all'Università degli Studi di Milano dal 1983 al 2009, venne eletto giudice costituzionale dal Parlamento in seduta comune il 24 gennaio 1996; divenne presidente della Corte costituzionale il 22 settembre 2004. Cessò dalla carica di presidente il 30 gennaio 2005.
Nel 2010 si è candidato alle primarie del centrosinistra per le elezioni del sindaco di Milano, arrivando terzo con il 13,41% dei voti. Il vincitore è stato Giuliano Pisapia, il secondo Stefano Boeri, il quarto Michele Sacerdoti.
Il 25 giugno 2011 il Consiglio generale dell'Istituto Nazionale per la Storia del Movimento di Liberazione in Italia lo ha eletto alla presidenza dell'istituto, nella quale è succeduto al presidente emerito della Repubblica Oscar Luigi Scalfaro.
Nel corso della sua carriera è stato presidente dell'Associazione Italiana dei Costituzionalisti.
È stato presidente del Comitato direttivo della Scuola Superiore della Magistratura dal 2012 al 2015.
Il 30 marzo 2013 viene invitato dal presidente della Repubblica Giorgio Napolitano a far parte del gruppo dei Dieci saggi incaricato di discutere «- stabilendo contatti con i presidenti di tutti i gruppi parlamentari - su proposte programmatiche in materia istituzionale e in materia economico-sociale ed europea».
È intervenuto pubblicamente nel dibattito sulla proposta di riforma costituzionale del 2016, sostenendo le ragioni del no al referendum del 4 dicembre. Ha rilasciato interviste circa le modalità di nomina del Presidente del Consiglio da parte del Presidente della Repubblica nel maggio 2018.
È stato presidente della Fondazione per le scienze religiose Giovanni XXIII.
Nel 2020, in merito al referendum di settembre sulla riduzione del numero dei parlamentari, ha argomentato la sua posizione favorevole.

## Onorificenze e riconoscimenti
- Nel 2007 è stato nominato Ami de la Vallée d'Aoste per il suo rapporto con la regione alpina e la sua frequentazione di Saint-Marcel.
- Nel 2008 ha ricevuto il Premio Art. 3 (2007) «per il suo quotidiano impegno a far sì che le garanzie previste dalla nostra Costituzione siano concretamente estese anche a chi ha violato le leggi del nostro Paese, in pieno rispetto e attuazione degli articoli 2 e 3 della Costituzione italiana»[13].
- Nel 2011 è stato pubblicato in suo onore:
  - Alle frontiere del diritto costituzionale. Scritti in onore di Valerio Onida, Giuffrè, Milano, 2011, XXXIX + 2059 pp. con ritratto ISBN 88-14-17302-8
- Il 30 novembre 2013 è stato insignito del Premio Renato Benedetto Fabrizi dell'ANPI[14].

## Opere principali
- Le leggi di spesa nella Costituzione, A. Giuffrè, Milano, 1969
- Problemi di diritto regionale (con Franco Bassanini), A. Giuffrè, Milano, 1971, 2 voll.:
  - 1. Gli statuti regionali di fronte al Parlamento: rilievi critici su una vicenda parlamentare
  - 2. Trasferimento delle funzioni e attuazione dell'ordinamento regionale: note e pareri
- L'ordinamento costituzionale italiano dalla caduta del fascismo all'avvento della costituzione repubblicana. Testi e documenti, Cooperativa libraria universitaria editrice, Bologna, 1976
- L'ordinamento costituzionale italiano: materiali e documenti, UTET, Torino, 1990
- Costituzione. Perché difenderla, come riformarla (con Giancarlo Bosetti), Ediesse, Roma, 1995 ISBN 88-230-0181-1
- Il giudizio di costituzionalità delle leggi (con Marilisa D'Amico), Giappichelli, Torino, 1998 ISBN 88-348-7105-7
- Viva vox constitutionis. Temi e tendenze nella giurisprudenza costituzionale dell'anno 2002, a cura di Valerio Onida, con la collaborazione di Barbara Randazzo, Giuffrè, Milano, 2003 ISBN 88-14-10474-3
- La Costituzione, il Mulino, Bologna, 2004 ("Farsi un'idea", 101) ISBN 88-15-09680-9
- Di sana e robusta Costituzione. Come è, come la vorrebbero (con Nando dalla Chiesa, Nicola Mancino, Armando Spataro, Roberto Zaccaria); Melampo Editore, Milano 2005. ISBN 88-89533-04-8.
- Compendio di diritto costituzionale, a cura di Valerio Onida e Maurizio Pedrazza Gorlero, Giuffrè, Milano, 2009 ISBN 88-14-14849-X
- (EN)  Constitutional law in Italy, (con altri), Wolters Kluwer, Alphen aan den Rijn, 2013 ISBN 9789041148667